# 小行星1049
小行星1049（1049 Gotho）是一颗绕太阳运转的小行星，为主小行星带小行星。该小行星于1925年9月14日发现。

## 轨道参数
小行星1049的轨道半长轴为3.0971330 AU，离心率为0.13。